# Tarentola mindiae
Tarentola mindiae är en ödleart som beskrevs av  Baha El Din 1997. Tarentola mindiae ingår i släktet Tarentola och familjen geckoödlor. IUCN kategoriserar arten globalt som livskraftig. Inga underarter finns listade i Catalogue of Life.